# Акжол (Меркенський район)
Акжо́л (каз. Ақжол) — село у складі Меркенського району Жамбильської області Казахстану. Входить до складу Таттинського сільського округу.
У радянські часи село називалось Леніна-Жол, до 2011 року — Ленінжоли.
Населення — 456 осіб (2021; 224 у 2009, 545 у 1999, 666 у 1989).